# 外務副大臣
外務副大臣（日语：／ Kaimu Fukudaijin），是日本國政府外務省的副首長，輔佐外務大臣處理外務省相關事務。

## 概要

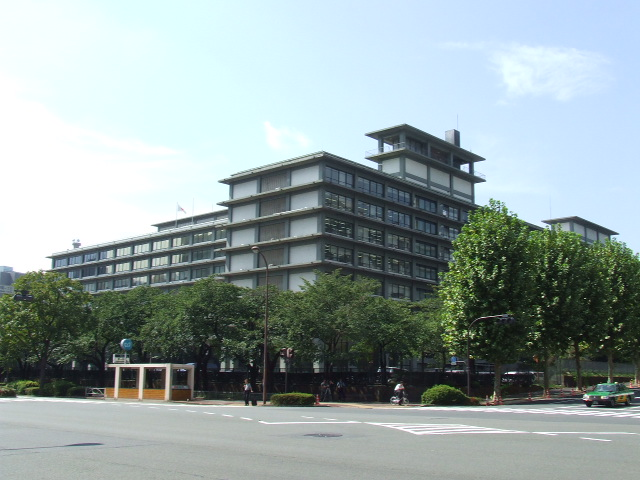
外務省廳舍

2001年1月6日，根據《中央省廳機構改革基本法》對中央省廳機構進行改組而設立。 同日，第二屆森內閣 (改組 中央省廳再編後)啟動，任命眾議院議員衛藤徵士郎、參議院議員荒木清寬擔任首屆副大臣。
奉外務大臣之命，負責制定政策、計劃及處理政務。根據《國家行政組織法》，人數固定為兩人。

## 歷代副大臣
| 外務副大臣     | 外務副大臣                  | 外務副大臣                       | 外務副大臣             | 外務副大臣     | 外務副大臣                 | 外務副大臣 | 外務副大臣                               | 外務副大臣               |
| 内閣           | 内閣                        | 外務大臣                         | 全名                   | 就職日         | 卸任日                     | 黨派       | 出身                                     | 備註                     |
| -------------- | --------------------------- | -------------------------------- | ---------------------- | -------------- | -------------------------- | ---------- | ---------------------------------------- | ------------------------ |
| 第2次森内閣    | 改造內閣 （中央省廳再編後） | 河野洋平                         | 衛藤征士郎             | 2001年1月6日   | 2001年4月26日              | 自由民主黨 | 眾議員（大分縣第2區）                    |                          |
| 第2次森内閣    | 改造內閣 （中央省廳再編後） | 河野洋平                         | 荒木清寬               | 2001年1月6日   | 2001年4月26日              | 公明黨     | 參議員（愛知縣選舉區）                   |                          |
| 第1次小泉内閣  | 第1次小泉内閣               | 田中真紀子 →小泉純一郎 →川口順子 | 植竹繁雄               | 2001年5月1日   | 2002年9月30日              | 自由民主黨 | 眾議員（北關東比例代表區）               |                          |
| 第1次小泉内閣  | 第1次小泉内閣               | 田中真紀子 →小泉純一郎 →川口順子 | 杉浦正健               | 2001年5月1日   | 2002年9月30日              | 自由民主黨 | 眾議員（愛知縣第12區）                   |                          |
|                | 第1次改造内閣               | 川口順子                         | 茂木敏充               | 2002年10月2日  | 2003年9月22日              | 自由民主黨 | 眾議員（栃木縣第5區）                    |                          |
| 矢野哲朗       | 第1次改造内閣               | 川口順子                         | 參議員（栃木縣選舉區） | 2002年10月2日  | 2003年9月22日              | 自由民主黨 |                                          |                          |
| 第2次改造内閣  | 逢澤一郎                    | 川口順子                         | 2003年9月25日          | 2003年11月19日 | 眾議員（岡山縣第1區）      | 自由民主黨 |                                          |                          |
| 第2次改造内閣  | 阿部正俊                    | 川口順子                         | 2003年9月25日          | 2003年11月19日 | 參議員（山形縣選舉區）     | 自由民主黨 |                                          |                          |
| 第2次小泉内閣  | 第2次小泉内閣               | 川口順子                         | 逢澤一郎               | 2003年11月20日 | 2004年9月27日              | 自由民主黨 | 眾議員（岡山縣第1區）                    | 再任                     |
| 第2次小泉内閣  | 第2次小泉内閣               | 川口順子                         | 阿部正俊               | 2003年11月20日 | 2004年9月27日              | 自由民主黨 | 參議員（山形縣選舉區）                   | 再任                     |
|                | 改造内閣                    | 町村信孝                         | 逢澤一郎               | 2004年9月29日  | 2005年9月21日              | 自由民主黨 | 眾議員（岡山縣第1區）                    | 留任                     |
| 谷川秀善       | 改造内閣                    | 町村信孝                         | 參議員（大阪府選舉區） | 2004年9月29日  | 2005年9月21日              | 自由民主黨 |                                          |                          |
| 第3次小泉内閣  | 第3次小泉内閣               | 町村信孝                         | 逢澤一郎               | 2005年9月22日  | 2005年10月31日             | 自由民主黨 | 眾議員（岡山縣第1區）                    | 再任                     |
| 第3次小泉内閣  | 第3次小泉内閣               | 町村信孝                         | 谷川秀善               | 2005年9月22日  | 2005年10月31日             | 自由民主黨 | 參議員（大阪府選舉區）                   | 再任                     |
|                | 改造内閣                    | 麻生太郎                         | 鹽崎恭久               | 2005年11月2日  | 2006年9月26日              | 自由民主黨 | 眾議員（愛媛縣第1區）                    |                          |
| 金田勝年       | 改造内閣                    | 麻生太郎                         | 參議員（秋田縣選舉區） | 2005年11月2日  | 2006年9月26日              | 自由民主黨 |                                          |                          |
| 第1次安倍内閣  | 第1次安倍内閣               | 麻生太郎                         | 岩屋毅                 | 2006年9月27日  | 2007年8月27日              | 自由民主黨 | 眾議員（大分縣第3區）                    |                          |
| 第1次安倍内閣  | 第1次安倍内閣               | 麻生太郎                         | 淺野勝人               | 2006年9月27日  | 2007年8月27日              | 自由民主黨 | 眾議員（愛知縣第14區）                   |                          |
|                | 改造内閣                    | 町村信孝                         | 小野寺五典             | 2007年8月29日  | 2007年9月26日              | 自由民主黨 | 眾議員（宮城縣第6區）                    |                          |
| 木村仁         | 改造内閣                    | 町村信孝                         | 參議員（熊本縣選舉區） | 2007年8月29日  | 2007年9月26日              | 自由民主黨 |                                          |                          |
| 福田康夫内閣   | 福田康夫内閣                | 高村正彥                         | 小野寺五典             | 2007年9月27日  | 2008年8月2日               | 自由民主黨 | 眾議員（宮城縣第6區）                    | 再任                     |
| 福田康夫内閣   | 福田康夫内閣                | 高村正彥                         | 木村仁                 | 2007年9月27日  | 2008年8月2日               | 自由民主黨 | 參議員（熊本縣選舉區）                   | 再任                     |
|                | 改造内閣                    | 高村正彥                         | 伊藤信太郎             | 2008年8月5日   | 2008年9月24日              | 自由民主黨 | 眾議員（宮城縣第4區）                    |                          |
| 山本一太       | 改造内閣                    | 高村正彥                         | 2008年9月5日           | 2008年8月5日   | 參議員（群馬縣選舉區）     | 自由民主黨 | 任內辭職，但未任命新任人選前內閣經已總辭 |                          |
| 麻生内閣       | 麻生内閣                    | 中曾根弘文                       | 伊藤信太郎             | 2008年9月29日  | 2009年9月16日              | 自由民主黨 | 眾議員（宮城縣第4區）                    | 再任                     |
| 麻生内閣       | 麻生内閣                    | 中曾根弘文                       | 橋本聖子               | 2008年9月29日  | 2009年9月16日              | 自由民主黨 | 參議員（參議院比例區）                   |                          |
| 鳩山由紀夫内閣 | 鳩山由紀夫内閣              | 岡田克也                         | 武正公一               | 2009年9月18日  | 2010年6月8日               | 民主黨     | 眾議員（埼玉縣第1區）                    |                          |
| 鳩山由紀夫内閣 | 鳩山由紀夫内閣              | 岡田克也                         | 福山哲郎               | 2009年9月18日  | 2010年6月8日               | 民主黨     | 參議員（京都府選舉區）                   |                          |
| 菅直人内閣     | 菅直人内閣                  | 岡田克也                         | 武正公一               | 2010年6月9日   | 2010年9月17日              | 民主黨     | 眾議員（埼玉縣第1區）                    | 再任                     |
| 菅直人内閣     | 菅直人内閣                  | 岡田克也                         | 藤村修                 | 2010年6月9日   | 2010年9月17日              | 民主黨     | 眾議員（大阪府第7區）                    |                          |
|                | 第1次改造内閣               | 前原誠司                         | 伴野豐                 | 2010年9月21日  | 2011年1月14日              | 民主黨     | 眾議員（愛知縣第8區）                    |                          |
| 松本剛明       | 第1次改造内閣               | 前原誠司                         | 眾議員（兵庫縣第11區） | 2010年9月21日  | 2011年1月14日              | 民主黨     |                                          |                          |
|                | 第2次改造内閣               | 前原誠司 →枝野幸男 →松本剛明     | 伴野豐                 | 2011年1月18日  | 2011年9月2日               | 民主黨     | 眾議員（愛知縣第8區）                    | 留任                     |
| 松本剛明       | 第2次改造内閣               | 前原誠司 →枝野幸男 →松本剛明     | 2011年3月9日           | 2011年1月18日  | 眾議員（兵庫縣第11區）     | 民主黨     | 留任 任內辭職，由高橋千秋接任            |                          |
| 高橋千秋       | 第2次改造内閣               | 前原誠司 →枝野幸男 →松本剛明     | 2011年3月10日          | 2011年9月2日   | 參議員（三重縣選舉區）     | 民主黨     |                                          |                          |
| 野田内閣       | 野田内閣                    | 玄葉光一郎                       | 山口壯                 | 2011年9月5日   | 2012年1月13日              | 民主黨     | 眾議員（兵庫縣第12區）                   |                          |
| 野田内閣       | 野田内閣                    | 玄葉光一郎                       | 山根隆治               | 2011年9月5日   | 2012年1月13日              | 民主黨     | 參議員（埼玉縣選舉區）                   |                          |
|                | 第1次改造内閣               | 玄葉光一郎                       | 山口壯                 | 2012年1月13日  | 2012年6月4日               | 民主黨     | 眾議員（兵庫縣第12區）                   | 留任                     |
| 山根隆治       | 第1次改造内閣               | 玄葉光一郎                       | 參議員（埼玉縣選舉區） | 2012年1月13日  | 2012年6月4日               | 民主黨     |                                          | 留任                     |
| 第2次改造内閣  | 山口壯                      | 玄葉光一郎                       | 2012年6月4日           | 2012年10月2日  | 眾議員（兵庫縣第12區）     | 民主黨     |                                          | 留任                     |
| 第2次改造内閣  | 山根隆治                    | 玄葉光一郎                       | 2012年6月4日           | 2012年10月2日  | 參議員（埼玉縣選舉區）     | 民主黨     |                                          | 留任                     |
| 第3次改造内閣  | 吉良州司                    | 玄葉光一郎                       | 2012年10月2日          | 2012年12月26日 | 眾議員（九州比例代表區）   | 民主黨     |                                          |                          |
| 第3次改造内閣  | 榛葉賀津也                  | 玄葉光一郎                       | 2012年10月2日          | 2012年12月26日 | 參議員（靜岡縣選舉區）     | 民主黨     |                                          |                          |
| 第2次安倍内閣  | 第2次安倍内閣               | 岸田文雄                         | 鈴木俊一               | 2012年12月27日 | 2013年9月30日              | 自由民主黨 | 眾議員（岩手縣第2區）                    | 任內辭職，由岸信夫接任   |
| 第2次安倍内閣  | 第2次安倍内閣               | 岸田文雄                         | 松山政司               | 2012年12月27日 | 2013年9月30日              | 自由民主黨 | 參議員（福岡縣選舉區）                   | 任內辭職，由三矢憲生接任 |
| 第2次安倍内閣  | 第2次安倍内閣               | 岸田文雄                         | 岸信夫                 | 2013年9月30日  | 2014年9月3日               | 自由民主黨 | 眾議員（山口縣第2區）                    |                          |
| 第2次安倍内閣  | 第2次安倍内閣               | 岸田文雄                         | 三矢憲生               | 2013年9月30日  | 2014年9月3日               | 自由民主黨 | 眾議員（三重縣第5區）                    |                          |
|                | 改造内閣                    | 岸田文雄                         | 中山泰秀               | 2014年9月4日   | 2014年12月24日             | 自由民主黨 | 眾議員（近畿比例代表區）                 |                          |
| 城内實         | 改造内閣                    | 岸田文雄                         | 眾議員（靜岡縣第7區）  | 2014年9月4日   | 2014年12月24日             | 自由民主黨 |                                          |                          |
| 第3次安倍内閣  | 第3次安倍内閣               | 岸田文雄                         | 中山泰秀               | 2014年12月25日 | 2015年10月9日              | 自由民主黨 | 眾議員（大阪府第4區）                    | 再任                     |
| 第3次安倍内閣  | 第3次安倍内閣               | 岸田文雄                         | 城內實                 | 2014年12月25日 | 2015年10月9日              | 自由民主黨 | 眾議員（靜岡縣第7區）                    | 再任                     |
|                | 第1次改造内閣               | 岸田文雄                         | 木原誠二               | 2015年10月9日  | 2016年8月5日               | 自由民主黨 | 眾議員（東京都第20區）                   |                          |
| 武藤容治       | 第1次改造内閣               | 岸田文雄                         | 眾議員（岐阜縣第3區）  | 2015年10月9日  | 2016年8月5日               | 自由民主黨 |                                          |                          |
| 第2次改造内閣  | 岸信夫                      | 岸田文雄                         | 2016年8月5日           | 2017年8月7日   | 眾議員（山口縣第2區）      | 自由民主黨 | 再任                                     |                          |
| 第2次改造内閣  | 薗浦健太郎                  | 岸田文雄                         | 2016年8月5日           | 2017年8月7日   | 眾議員（千葉縣第5區）      | 自由民主黨 |                                          |                          |
| 第3次改造内閣  | 河野太郎                    | 中根一幸                         | 2017年8月7日           | 2017年11月2日  | 眾議員（北關東比例代表區） | 自由民主黨 |                                          |                          |
| 第3次改造内閣  | 河野太郎                    | 佐藤正久                         | 2017年8月7日           | 2017年11月2日  | 參議員（參議院比例區）     | 自由民主黨 |                                          |                          |
| 第4次安倍内閣  | 第4次安倍内閣               | 中根一幸                         | 2017年11月2日          | 2018年10月4日  | 眾議員（北關東比例代表區） | 自由民主黨 | 再任                                     |                          |
| 第4次安倍内閣  | 第4次安倍内閣               | 佐藤正久                         | 2017年11月2日          | 2018年10月4日  | 參議員（參議院比例區）     | 自由民主黨 | 再任                                     |                          |
|                | 第1次改造內閣               | 阿部俊子                         | 2018年10月4日          | 2019年9月13日  | 眾議員（岡山縣第3區）      | 自由民主黨 |                                          |                          |
| 佐藤正久       | 第1次改造內閣               | 參議員（參議院比例區）           | 2018年10月4日          | 2019年9月13日  | 留任                       | 自由民主黨 |                                          |                          |
| 第2次改造內閣  | 茂木敏充                    | 鈴木馨祐                         | 2019年9月13日          | 2020年9月18日  | 眾議員（神奈川縣第7區）    | 自由民主黨 |                                          |                          |
| 第2次改造內閣  | 茂木敏充                    | 若宮健嗣                         | 2019年9月13日          | 2020年9月18日  | 眾議院（東京都第5區）      | 自由民主黨 |                                          |                          |
| 菅義偉内閣     | 菅義偉内閣                  | 上川陽子                         | 鷲尾英一郎             | 2020年9月18日  | 2021年10月6日              | 自由民主黨 | 眾議員（新潟縣第2區）                    |                          |
| 菅義偉内閣     | 菅義偉内閣                  | 上川陽子                         | 宇都隆史               | 2020年9月18日  | 2021年10月6日              | 自由民主黨 | 參議員（參議院比例區）                   |                          |
| 第1次岸田內閣  | 第1次岸田內閣               | 茂木敏充 →岸田文雄               | 小田原潔               | 2021年10月6日  | 2021年11月11日             | 自由民主黨 | 眾議員（東京比例代表區）                 |                          |
| 第1次岸田內閣  | 第1次岸田內閣               | 茂木敏充 →岸田文雄               | 鈴木貴子               | 2021年10月6日  | 2021年11月11日             | 自由民主黨 | 眾議員（北海道比例代表區）               |                          |
| 第2次岸田內閣  | 第2次岸田內閣               | 林芳正                           | 小田原潔               | 2021年11月11日 | 2022年8月12日              | 自由民主黨 | 眾議員（東京都第21區）                   | 再任                     |
| 第2次岸田內閣  | 第2次岸田內閣               | 林芳正                           | 鈴木貴子               | 2021年11月11日 | 2022年8月12日              | 自由民主黨 | 眾議員（北海道比例代表區）               | 再任                     |
|                | 第1次改造內閣               | 林芳正                           | 武井俊輔               | 2022年8月12日  | 2023年9月15日              | 自由民主黨 | 眾議員（九州比例代表區）                 |                          |
| 山田賢司       | 第1次改造內閣               | 林芳正                           | 眾議員（兵庫縣第7區）  | 2022年8月12日  | 2023年9月15日              | 自由民主黨 |                                          |                          |
| 第2次改造內閣  | 上川陽子                    | 辻清人                           | 2023年9月15日          | 2024年10月3日  | 眾議員（東京都第2區）      | 自由民主黨 |                                          |                          |
| 第2次改造內閣  | 上川陽子                    | 堀井巖                           | 2023年9月15日          | 2023年12月14日 | 參議員（奈良縣選舉區）     | 自由民主黨 | 任內辭職，由柘植芳文接任                 |                          |
| 第2次改造內閣  | 上川陽子                    | 柘植芳文                         | 2023年12月14日         | 2024年10月3日  | 參議員（參議院比例區）     | 自由民主黨 |                                          |                          |
| 第一次石破內閣 | 第一次石破內閣              | 岩屋毅                           | 辻清人                 | 2024年10月3日  | 2024年11月13日             | 自由民主黨 | 眾議員（東京都第2區）                    | 再任                     |
| 第一次石破內閣 | 第一次石破內閣              | 岩屋毅                           | 柘植芳文               | 2024年10月3日  | 2024年11月13日             | 自由民主黨 | 參議員（參議院比例區）                   | 再任                     |
| 第二次石破內閣 | 第二次石破內閣              | 岩屋毅                           | 藤井比早之             | 2024年11月13日 | 現任                       | 自由民主黨 | 眾議員（兵庫縣第4區）                    |                          |
| 第二次石破內閣 | 第二次石破內閣              | 岩屋毅                           | 宮路拓馬               | 2024年11月13日 | 現任                       | 自由民主黨 | 眾議員（九州比例代表區）                 |                          |

再任表示換閣後再次被招攬，留任表示同一內閣改造後獲得挽留